# Gara Ilia
Gara Ilia este o gară care deservește comuna Ilia, județul Hunedoara, România.
Format:Lista stațiilor de pe Magistrala CFR 212